# Curimopsis ganglbaueri
Curimopsis ganglbaueri is een keversoort uit de familie pilkevers (Byrrhidae). De wetenschappelijke naam van de soort is voor het eerst geldig gepubliceerd in 1924 door Plavilshikov.